# Alimentador América (Metropolitano)
El servicio AS-07 o alimentador América del Metropolitano conecta el terminal Matellini en el distrito de Chorrillos con la zona de América en el distrito de San Juan de Miraflores. 

## Características
Su flota está compuesta por autobuses amarillos de 12 metros.

### Horarios
| Servicio Alimentador | Lunes a Sabado | Lunes a Sabado | Domingo       | Domingo       |
| Servicio Alimentador | De ida         | De vuelta      | De ida        | De vuelta     |
| -------------------- | -------------- | -------------- | ------------- | ------------- |
| Regular              | 05:30 - 00:00  | 05:00 - 23:30  | 05:30 - 23:00 | 05:00 - 22:30 |

### Tarifa
| Regular     | Regular |
| ----------- | ------- |
| General     | S/ 1.50 |
| Estudiantes | S/ 0.75 |
| CONADIS     | Gratis  |

## Recorrido
| Ida América      | Terminal Matellini (Embarque 4)— Prolongación Paseo de la República — Avenida Las Gaviotas — Óvalo La Curva — Avenida Guardia Civil Sur — Avenida El Sol — Avenida Vista Alegre — Avenida Los Álamos — Avenida San Martín — Avenida San Juan — Avenida Santa Rosa — Avenida Mateo Pumacahua — Avenida Coronel Inclán — Jirón La Unión — Avenida el Triunfo (auxiliar Panamericana Sur) |
| Vuelta Matellini | Jirón La Unión (Esq. Avenida El Triunfo - Panamericana Sur) — Jirón La Unión — Avenida Coronel Inclán — Avenida Mateo Pumacahua — Avenida Santa Rosa — Avenida San Juan — Avenida San Martín — Avenida Los Álamos — Avenida El Sol — Óvalo La Curva — Avenida Las Gaviotas — Prolongación Paseo de la República — Terminal Matellini (Embarque 4)                                      |

## Paraderos
| N.º | Paradero                        | Común con |
| --- | ------------------------------- | --------- |
| 1   | Terminal Matellini (embarque 4) |           |
| 2   | Óvalo La Curva                  |           |
| 3   | Guardia Peruana                 | AS-08     |
| 4   | El Sol                          | AS-08     |
| 5   | Paradero C                      |           |
| 6   | Los Naranjos                    |           |
| 7   | Calle 3                         |           |
| 8   | Velasco Alvarado                |           |
| 9   | Santa Rosa                      |           |
| 10  | Mártir Olaya                    |           |
| 11  | Mártires                        |           |
| 12  | Unión                           |           |
| 13  | Panamericana                    |           |

| N.º | Paradero                        | Común con |
| --- | ------------------------------- | --------- |
| 1   | Paradero E                      |           |
| 2   | Unión                           |           |
| 3   | Mártires                        |           |
| 4   | Micaela Bastidas                |           |
| 5   | Unanue                          |           |
| 6   | Velasco Alvarado                |           |
| 7   | Vista Alegre                    |           |
| 8   | Los Naranjos                    |           |
| 9   | Paradero B                      |           |
| 10  | Los Meteoros                    |           |
| 11  | Guardia Peruana                 | AS-08     |
| 12  | Óvalo La Curva                  | AS-08     |
| 13  | Terminal Matellini (embarque 4) |           |